# 1-メチルインドール
1-メチルインドール(1-methylindole)は、刺激性、潜在的毒性のある有機化合物である。南瓜色の粘性のある液体で、強い不快臭がある。化学式はC9H9Nで表される。日本の消防法では危険物第4類、第三石油類に分類される。
強塩基存在下でインドールとヨードメタンを反応させることで合成できる。